# Буинский уезд
Буинский уезд — административно-территориальная единица Симбирской губернии, существовавшая в 1780—1920 годах. Уездный город — Буинск.

## Географическое положение
Уезд располагался на северо-востоке Симбирской губернии, граничил с Казанской губернией. Площадь уезда составляла в 1897 году 4 758,4 верст² (5 415 км²).

## История

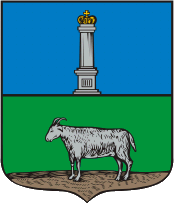
Герб Буинского уезда (1780).

Уезд образован в сентябре 1780 года в составе Симбирского наместничества в результате реформы Екатерины Великой, из территорий Симбирского, Казанского, Свияжского, Чебоксарского и Цивильского уездов. С 1796 года — в составе Симбирской губернии.
27 мая 1920 года в связи с образованием Татарской АССР Буинский уезд был упразднён. При этом город Буинск, Бурундуковская, Городищенская, Дрожжановская, Малоцильнинская, Мочалеевская, Новокакерлинская, Рунгинская, Старостуденецкая, Тимбаевская, Убеевская, Шемалаковская, Шикирдановская и Энтугановская волости были переданы в Буинский кантон Автономной Татарской ССР, Архангельская волость — в Симбирский уезд Симбирской губернии, Помаевская волость — в Алатырский уезд Симбирской губернии, а Батыревская, Муратовская, Тархановская, Хомбусь-Батыревская, Шамкинская и Шемуршинская волости — в Цивильский уезд Казанской губернии.

## Население
По ведомостям за 1780 год в уезде жило 21679 ревизских душ.
По данным переписи 1897 года в уезде проживало 182 056 чел. В том числе русские — 17,3%, чуваши — 44,3%, татары — 34,6%, мордва — 3,8%. В городе Буинск проживало 4 213 чел.

## Административное деление
В 1890 году в состав уезда входило 19 волостей:
| № п/п | Волость | Волостное правление | Число селений | Население |
| ----- | --- | ------------------- | ------------- | --------- |
| 1     | Архангельская | с. Архангельское    | 21            | 7539      |
| 2     | Батыревская | д. Большое Батырево | 22            | 13237     |
| 3     | Бурундуковская | с. Бурундуки        | 28            | 16269     |
| 4     | Городищенская | с. Городище         | 12            | 9606      |
| 5     | Дрозжановская | д. Дрозжаной Куст   | 9             | 9572      |
| 6     | Мочалеевская | д. Мочалей          | 6             | 6774      |
| 7     | Муратовская | д. Ново-Муратово    | 24            | 10534     |
| 8     | Ново-Какерлинская | д. Ново-Какерли     | 5             | 8478      |
| 9     | Помаевская (селения Окуловка, Аркаево, Аркаевский выселок, Атяшкино, Барановка, Гуляевка, Карцевка, Козловка, Паркино, Перетяшкино, Помаево, Рузановка, Скрипиновка, Смольковка, Чилим Большой, Чилим Малый) | с. Помаево          | 16            | 7716      |
| 10    | Рунгинская | д. Рунга            | 19            | 10305     |
| 11    | Старо-Студенецкая | д. Старый Студенец  | 10            | 13641     |
| 12    | Тархановская | с. Тарханы          | 28            | 11123     |
| 13    | Тимбаевская | д. Тимбаево         | 14            | 7914      |
| 14    | Убеевская | с. Убей             | 18            | 8694      |
| 15    | Хомбусь-Батыревская | д. Ибреси           | 12            | 4329      |
| 16    | Шамкинская | с. Шамкино          | 10            | 6378      |
| 17    | Шемуршинская | с. Шемурша          | 17            | 9215      |
| 18    | Шихирданская | д. Шихирданы        | 5             | 7421      |
| 19    | Энтугановская | д. Энтуганова       | 9             | 7907      |

В 1913 году в уезде также было 19 волостей.

## Известные люди
- Родившиеся в Буинском уезде